# USS Intrepid (CV-11)
USS Intrepid (CV-11) a fost o navă portavion a flotei Marinei SUA. Intrepid este unul din cele 24 de portavioane din clasa Essex construite în timpul celui de al Doilea Război Mondial.
A fost lansat la apă în august 1943.
Armament:
- 4 tunuri duble de 127mm calibru 38
- 4 tunuri simple de 127mm calibru 38
- 8 tunuri cvadruple de 40mm calibru 56
- 46 tunuri de 20mm calibrul 78

Blindaj:
- centură de oțel cu grosimea de 60–100 mm
- 40 mm pentru hangar

Intrepid a participat la mai multe campanii în teatrul de război din Pacific. cel mai notabilă fiind Bătălia din Golful Leyte.
După terminarea războiului a fost demobilizat, iar în anii 50 a fost modernizat și transformat în portavion de atac (CVA) apoi în portavion antisubmarin (CVS).
După  cel de al Doilea Război Mondial a fost folosit mai mult ca portavion secundar în Atlantic, dar a participat și în Războiul din Vietnam.
Printre realizările sale notabile se numără și rolul de navă de recuperare ale echipajelor Mercury și Gemini.

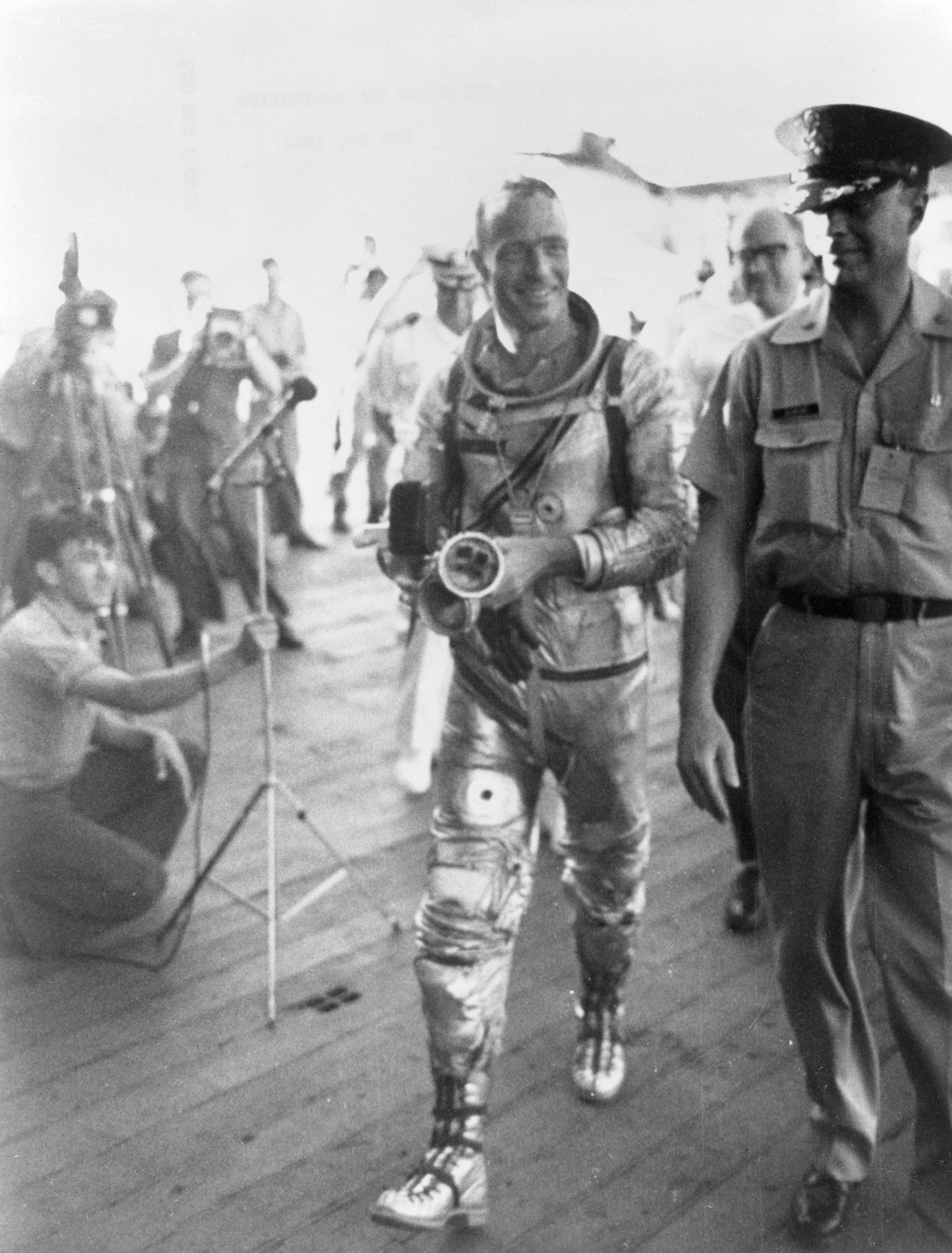
Astronautul Scott Carpenter pe bordul portavionului Intrepid

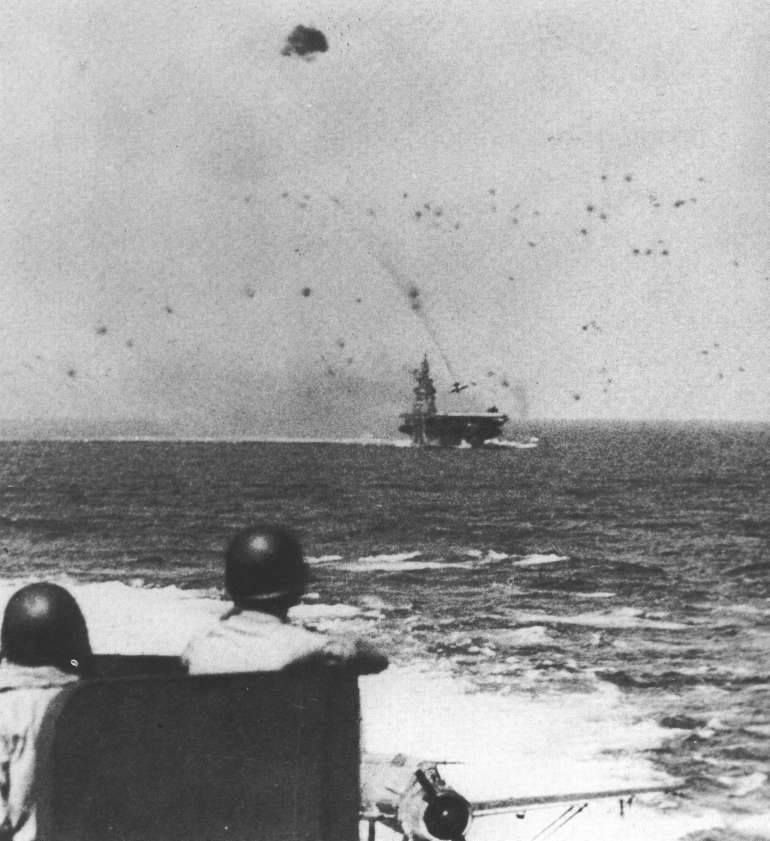
Un marinar de pe New Jersey priveşte un avion japonez pregătindu-se să lovească portavionul Intrepid.

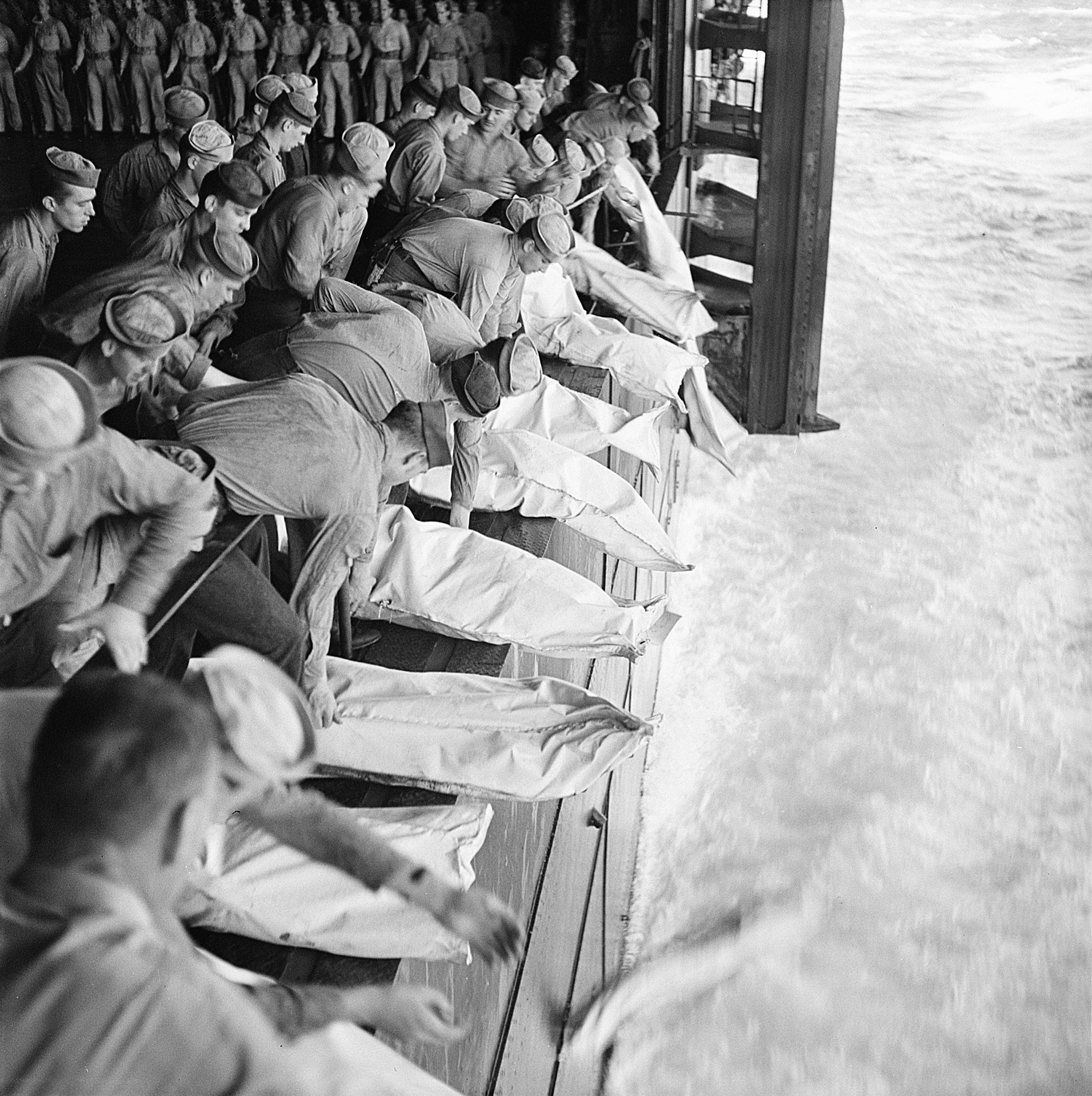
Înmormântarea în ocean a victimelor unui atac japonez de bombardament asupra portavionului Intrepid în timpul operaţiunilor din Filipine,26 noiembrie 1944.

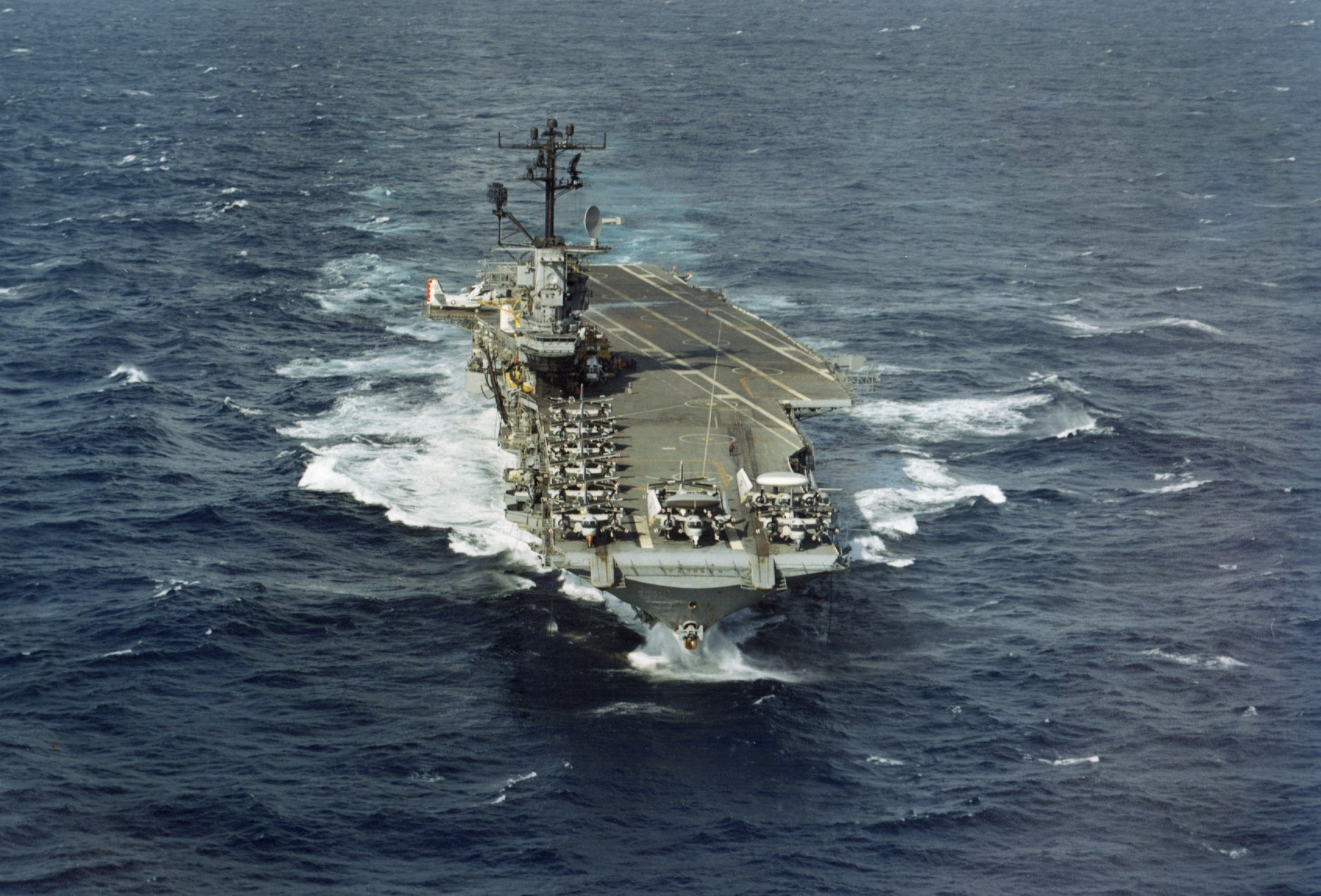
Intrepid în anii 1970